# ジョスリン・シドニー (第7代レスター伯爵)
第7代レスター伯爵ジョスリン・シドニー（英語: Jocelyn Sydney, 7th Earl of Leicester、1682年 – 1743年7月7日）は、イギリスの貴族。1737年までジョスリン・シドニー閣下の儀礼称号を使用した。ホイッグ党所属。

## 生涯
第4代レスター伯爵ロバート・シドニーとエリザベス・エジャートン（第2代ブリッジウォーター伯爵ジョン・エジャートンの娘）の四男として生まれた。1710年6月28日にオックスフォード大学ユニヴァーシティに入学、1711年にミドル・テンプルに入学した。
1734年から1737年までロンドン塔門衛長を務め、1737年9月27日に兄にあたる第6代レスター伯爵ジョン・シドニーが死去すると、レスター伯爵の爵位を継承した。
1743年7月7日に死去、嫡子がいないためレスター伯爵の爵位は断絶した。

## 家族
1717年2月、エリザベス・トマス（1747年11月14日没、ルイス・トマス（Lewis Thomas）の娘）と結婚した。
アン（Anne）という庶出の娘がおり、彼女はヘンリー・ストリートフェイルドと結婚した。